# Epidendrosaurus
Az Epidendrosaurus (nevének jelentése 'fán levő gyík') a scansoriopterygida maniraptora dinoszauruszok egyik neme, amely a késő jura korban élt. Az Epidendrosaurus az első nem madarak közé tartozó dinoszaurusz, amely egyértelműen erdei vagy félig erdei életmódhoz tartozó adaptációkkal rendelkezett, és az ideje jelentős részét valószínűleg a fákon töltötte. Kevin Padian és Alan Feduccia a nemet a Scansoriopteryx szinonimájának tekintik, szerintük ugyanis a később elnevezett Scansoriopteryx megegyezik ezzel a nemmel.

## Anatómia
Az Epidendrosaurus egyetlen ismert példánya (az IVPP V12653 azonosítójú lelet) a jellemzői alapján egy fiatal egyed. A fosszília részben széttagolódott, és a legtöbb csont egy kőzetlemezben, lenyomatként és nem háromdimenziós szerkezetként őrződött meg.
Az Epidendrosaurus egyik megkülönböztető jellemzője, a meghosszabbodott harmadik ujj, ami a leghosszabb a kézen (majdnem kétszer hosszabb, mint a theropodák esetében leghosszabb második ujj) feltehetően megfelel az emlősök közé tartozó véznaujjú maki rovarásó ujjának. Az egyetlen ismert dinoszaurusz, amelynek a második helyett szintén a harmadik ujja a leghosszabb, a közeli rokonságába tartozó (és talán szinonim) Scansoriopteryx. Az Epidendrosaurusra szintén jellemzőek a széles, kerek állcsontok. Az állkapocscsont legalább tizenkét fogat tartalmazott, melyek közül az elülsők nagyobbak a hátsóknál. Az állkapocs csontjai feltehetően összeforrtak, ami egyébként csak az oviraptorosaurusokra jellemző. A farok hosszú volt, hatszor vagy hétszer hosszabbra nőtt, mint a combcsont, és egy faroklegyezőben végződött.
Mivel a típuspéldány fiatal, nagyjából házi veréb nagyságú állat volt, a teljesen kifejlett Epidendrosaurus mérete ismeretlen.

## Osztályozás
Az Epidendrosaurus a Scansoriopterygidae ('mászó szárnyak') nevű családba tartozik, e csoport rendszertani helyzete azonban bizonytalan. A dinoszauruszok rokoni kapcsolatairól szóló tanulmányok szerint az Epidendrosaurus az Avialae klád tagjaként közeli rokonságban áll az igazi madarakkal.
Az Epidendrosaurus név státusza valamelyest bizonytalan. A típuspéldány leírása a Naturwissenschaften online változatában 2002. augusztus 21-én vált megtekinthetővé, az ezzel azonos nyomtatott változat pedig csak 2002. szeptember 30-án jelent meg. Azonban a The Dinosaur Museum Journal 2002. augusztus 1-jei számában Scansoriopteryx heilmanni néven egy nagyon hasonló példányról szóló leírás látott napvilágot.
Ez a két példány annyira hasonló, hogy elképzelhető, hogy ugyanahhoz a nemhez tartoznak, ebben az esetben pedig az ICZN 21. cikkelyét szigorúan értelmezve a Scansoriopteryx elsőbbséget élvez. Viszont a Scansoriopteryxről szóló cikket leközlő folyóirat ritkán jelenik meg, ezért csak 2002. szeptember 2-án került terjesztésre, az Epidendrosaurusról szóló leírás elektronikus változatának megjelenése után. Ez az eset példaként szolgál abban a kiegészítésben, amely alapján az ICZN névadási szempontból figyelembe veszi a később nyomtatásban is megjelenő, Digitális Objektum Azonosítóval (DOI-val) ellátott elektronikus cikkeket. A szakirodalomban a Scansoriopteryx nemet Alan Feduccia az Epidendrosaurus  idősebb szinonimájának, Kevin Padian pedig a fiatalabb szinonimájának tekinti.
Az Epidendrosaurus ninchengensis holotípus példánya (az IVPP-V12653 azonosítójú lelet) többnyire csontok elülső és hátulsó oldali lenyomatából áll. A lenyomatok egy, a Scansoriopteryx rövid farkától eltérő, aránylag hosszú farkat jeleznek,

## Eredet
A Epidendrosaurus fosszilizálódott csontváza északkelet-kínai Daohugou-padokból (Taohukou-padok) került elő. A múltban volt némi bizonytalanság a padok kora körül. A különböző cikkek a fosszíliák korát a középső jura–kora kréta korra (169, illetve 122 millió évvel ezelőttre) tették. A formációk korából következtetés vonható le az Epidendrosaurus és a hasonló dinoszauruszok korára, valamint általában a madarak eredetére is. A középső jura kor azt jelentheti, hogy a Daohugou-padok első madárszerű dinoszauruszai korábbiak, mint az „első madár”, a késő jura kori Archaeopteryx. A Scansoriopteryx eredete bizonytalan, bár Wang Xiaolin (Vang Hsziao-lin) és szerzőtársai (2006-ban) a Daohugou-padok koráról szóló tanulmányukban kijelentették, hogy valószínűleg ugyanarról a helyről származik, és így az Epidendrosaurus szinonimája.
He Huaiyu (Ho Huaj-jü) és szerzőtársai 2004-es, a Daohugou-padok koráról szóló tanulmánya szerint e képződmények kora kréta koriak, azaz a Scansoriopteryx lelőhelyeként ismert Yixian-formációhoz (Jihszien-formáció) tartozó Jehol-padoknál valószínűleg csak néhány millió évvel korábbiak. A 2004-es tanulmány a kort főként a Daohugou-padokban talált tufán elvégzett radiometrikus kormeghatározás segítségével állapította meg. Azonban Gao Ke-Qin (Kao Ko-csin) és Ren Dong (Zsen Tung) egy későbbi cikkükben kritikával illették He és kollégái tanulmányát, amiért az nem tartalmazott elegendő sajátosságot és részletet, továbbá a tufán elvégzett kormeghatározást is hibásnak találták. Gao és Ren szerint a tufában különböző, esetenként 1 milliárd éves radiometrikus korú kristályok találhatók, így még ha csak néhány kristály korát használták is fel, az már megakadályozza az Epidendrosaurust tartalmazó üledék (és más Daohugou-ból származó fosszíliák) korának meghatározását. Gao és Ren kiálltak amellett, hogy a padok középső jura korúak, ahogy azt a biosztratigráfia (a korjelzők) segítségével megállapították, és hogy a pad egy olyan réteghez kapcsolódik, ami a középső jura–késő jura határt jelzi.
Egy 2006-ban Wang és szerzőtársai által megjelentetett tanulmány alapján a (159–164 millió éves) Tiaojishan-formáció a Daohugou-padok alatt helyezkedik el, nem pedig felettük. Mivel nagy a hasonlóság a Daohugou-fauna és a Yixian-formáció faunája között, a szerzők arra következtettek, hogy a Daohugou valószínűleg a Jehol-bióta legkorábbi evolúciós lépcsőjét képviseli, és „ugyanahhoz a vulkáni és üledékképződési körhöz tartozik, amihez a Jehol-csoport részét képező Yixian-formáció”. Később, 2006-ban, Liu Yanxue (Liu Jen-hszüe) és szerzőtársai megjelentették a Daohugou-padokról szóló tanulmányukat, amihez cirkónium urán-ólom kormeghatározást végeztek az alulról és felülről szalamandrákat tartalmazó rétegekkel körülvett vulkáni kőzeteken (a szalamandrákat gyakran használják jelzőfosszíliaként). A szerzők úgy találták, hogy a padok 164–158 millió évvel ezelőtt, a középső, illetve késő jura korban alakultak ki.

## Ősbiológia
Az Epidendrosaurust meghosszabbodott keze és lába speciális tulajdonságai alapján erdei (falakó) maniraptorának tartják. A szerzők kijelentették, hogy a hosszú kéz és az erősen görbült karmok a mászáshoz és a faágak közötti mozgáshoz szükséges adaptációk voltak. A karra a madárszárny evolúciójának korai állapotaként tekintenek, és azt állítják, hogy e végtagok elég fejletté váltak a mászáshoz és a fejlődés később a röpképes szárny kialakulásához vezetett. Véleményük szerint a hosszú fogó kezek alkalmasabbak voltak a mászásra, mint a repülésre, mivel a legtöbb röpképes madár aránylag rövid kezekkel rendelkezik.
Zhang Fucheng (Csang Fu-cseng) és szerzőtársai azt is megjegyezték, hogy az Epidendrosaurus lábfeje egyedülálló a madarak közé nem tartozó theropodák között. Bár az Epidendrosaurus példányok öregujja nem őrződött meg, a visszafelé álló lábujj látható az olyan kezdetlegesebb, ágakon pihenő madaraknál, mint a Cathayornis és a Longipteryx. A négy láb kapaszkodáshoz szükséges adaptációi valószínűvé teszik, hogy az Epidendrosaurus az élete jelentős részét a fákon töltötte.
Az Epidendrosaurus típuspéldánya a farka végén tollak halvány lenyomataival együtt őrződött meg, a dromaeosaurida Microraptorhoz hasonlóan. Bár az Epidendrosaurus szaporodási stratégiája ismeretlen, a thaiföldi Phu Phoknál levő Sao Khua-formációban (melyben egy theropoda embrió fosszíliáját is megtalálták) több apró fosszilizálódott tojást fedeztek fel, melyet talán egy kis termetű, az Epidendrosaurushoz vagy a Microraptorhoz hasonló dinoszaurusz rakott le. A tojásokról leírást készítő szerzők becslése szerint a dinoszaurusz, melyhez a tojás tartozott a modern tengelic felnőtt példányához hasonló méretű lehetett.

## Fordítás
- Ez a szócikk részben vagy egészben a Epidendrosaurus című angol Wikipédia-szócikk ezen változatának fordításán alapul.  Az eredeti cikk szerkesztőit annak laptörténete sorolja fel. Ez a jelzés csupán a megfogalmazás eredetét és a szerzői jogokat jelzi, nem szolgál a cikkben szereplő információk forrásmegjelöléseként.